# Goatstones
Die Goatstones (englisch für deutsch „Ziegensteine“) sind ein Four-poster stone circle in der Nähe der Ravensheugh Crags in Northumberland in England. Es handelt sich um vier Menhire, die die Ecken eines Quadrats markieren. Die Steinsetzung stammt aus der Bronzezeit. Der englische Name Goatstones kann von Gyet Stanes abgeleitet werden, das bedeutet im Altenglischen „Steine am Wegesrand“. Sie stehen in der Nähe eines alten Weges nördlich von Hexham.

## Hintergründe
Four Poster Stones sind regional begrenzt verbreitet. Sie gehören zu einer Monumentklasse, die aus mindestens vier Menhiren besteht, die die Ecken eines Quadrats oder Rechtecks bilden, so dass der Begriff Kreis (englisch circle) abwegig erscheint. Ausgrabungen haben jedoch gezeigt, dass es sich bei den viereckigen Steinsetzungen um Reste von echten Steinkreisen handelt. Sind mehr als vier Steine erhalten, so ragen vier Ecksteine von der Größe her heraus. Four Poster Stone Circles werden vor allem in Schottland, besonders in Perthshire gefunden. Die Goatstones sind eines der wenigen Beispiele außerhalb Schottlands. In Northumberland befindet sich mit den Three Kings, rund sechs Kilometer nordwestlich des römischen Lagers Bremenium (bei Rochester (Northumberland)), ein weiteres solches Monument, von dem aber nur noch drei Steine stehen, der vierte ist umgefallen. Ein anderes Beispiel außerhalb Schottlands sind die Steine Four stones bei Old Radnor in Powys in Wales und ähnliche Kreise in Irland.
Die Steinsetzungen, die aus der Zeitspanne von der ältesten Bronze- bis zur frühen Eisenzeit stammen, werden von alters her als Begräbnisstätten oder Denkmäler für hochgestellte Personen angesehen, worauf auch der Name Three Kings hindeutet. In letzterem Fall wird von der Bevölkerung vermutet, dass es sich um Dänenkönige handelte, die in einer Schlacht gefallen seien. Nicht zu verwechseln sind die bronzezeitlichen Four Poster Stone Circles, oft kurz Four-posters genannt, mit späteren viereckigen Strukturen, von denen meist nur noch die Pfostenlöcher gefunden werden. Diese umfassen Flächen von meist nur zwei bis vier Quadratmetern. Theorien besagen, dass die in diesen Löchern verankerten Pfosten als Eckpfeiler für Getreidespeicher oder Heuhaufen gedient haben könnten oder dass sie Teile von Bienenstöcken, Hühnerställen, Schuppen, Wachtürmen, Werkstätten oder Podeste zur Aufbahrung der Toten waren. Diese Strukturen werden häufig in Hillforts und bei Farmen aus vorgeschichtlicher Zeit gefunden.

## Details
Die Goatstones sind ziemlich niedrig, keiner ist höher als 70 Zentimeter. Die Abstände zwischen ihnen betragen 4,6 und 4,4 Meter. Der südliche Stein hat sich, wahrscheinlich verursacht durch sein Gewicht, in einem flachen Winkel geneigt. Aubrey Burl (1926–2020) vermutet, dass sich um das Rechteck der Goatstones ein Steinkreis mit einem Durchmesser von 5,2 Metern befunden hat, in dessen Mittelpunkt ein Cairn lag. Er schließt dies aus seinen Ausgrabungen bei den Three Kings, die von einem Steinkreis von 4,4 Metern Durchmesser umgeben waren, in dessen Mittelpunkt sich ein stark gestörter Cairn befand. Bei den Goatstones wurden noch keine professionellen Ausgrabungen durchgeführt. Seit 1930 wurde jedoch im Zentrum des Vierecks mehrmals von Nichtfachleuten gegraben, es gibt jedoch keine Berichte über Funde. Im Jahr 1970 wurden auch Spuren von nichtfachgemäßen Grabungen an der Peripherie der Steine entdeckt, was eine archäologische Freilegung und Untersuchung ungestörter Schichten unmöglich erscheinen lässt.
Die Oberfläche des östlichen Steins ist mit Schälchen bedeckt. Sie sind stark verwittert, was auf ein hohes Alter der Schälchen verweist. Vierzehn der (englisch Cups) genannten Schalen sind erkennbar, obwohl es ursprünglich 16 gewesen sein sollen. Auch auf der Oberseite der anderen Steine könnten sich einzelne Cups befunden haben, sie sind jedoch wegen der Verwitterung nicht eindeutig zu identifizieren. In der Umgebung der Goatstones sind andere Steine mit Schälchen zu finden, bedeutend sind jene bei Fontburn.